# ボスインターナショナル
ボスインターナショナル株式会社（BOSS INTERNATIONAL Co.,LTD）は、大阪府大阪市中央区安土町4番11号 エンパイアビル5F Bに本社を置く、電子部品の貿易商社である。

## 社名の由来
- ボスインターナショナル

音感のよい、短い言葉を当時14年前に選んでBOSSとする。しかし、BOSSと名のつく企業は多く、将来には海外取引も手を伸ばすことを前提としていたため、国際的なイメージを持たせるためインターナショナルを加えています。
- BOSSショッピング.COM

ボスインターナショナルのインターネットショッピングサイト、CCDカメラ、LCDディスプレイ、LEDランプ、LED照明器具などボスインターナショナルの主力商品をネットで直接購入可能

## コーポーレートスローガン
- 2007年現在のコーポレート・スローガンは「小さくともお役に立てるグローバルカンパニーを目指して 」

## 沿革
- 2003年に浅井光男がSHARPを退社(最終役職は海外電子部品営業部部長)
- 2003年に浅井光男がボスインターナショナルを創業。

同年より、北京、台湾、シンガポール、香港に海外拠点を設けビジネスを展開
- 2007年2月に資本金を2000万に増資
- 2007年9月に広島県福山市に開発営業センターを設立

## 事業内容

### システム機器の輸出入販売
- 各種監視カメラ関連製品  (監視カメラでは世界有数の台湾MINTRON社の国内特約代理店)
- 小型、ネットワーク対応型DVR製品  (小型、高精細H.264 DVRでは有名なウルトラカー社の日本国内 協力会社)

- 産業用TFT液晶ディスプレイ、タッチパネル液晶

### 各種モジュール製品の輸出入販売
- 日本国内外のメーカー製STN液晶、TFT液晶モジュール
- 各種ドットマトリックスLEDディスプレイモジュール
- TFT液晶モジュール用各種部品
- 車載監視カメラ用CCD/CMOSカメラモジュール

### 電子デバイスの輸出入販売
- 液晶ディスプレイバックライトモジュール用 反射板、拡散板
- 各種LED
- 固体撮像素子
- 太陽電池パネル

### 電子デバイス用素材の輸出入販売
- 太陽電池向けウエハー
- 薄膜太陽電池セル
- 生分解性プラスチック

### カスタム製品の設計製造販売
- 液晶パネル、LED、イメージセンサ等の光デバイスを中心とした各種カスタム製品の設計、製造、販売